# 菊地万蔵
菊地 万蔵（きくち まんぞう、1941年2月1日 - 2024年9月7日）は、日本の元プロボクサー。青森県西津軽郡木造町（現・つがる市）出身。元日本フェザー級王者。現役時代は田辺ジム所属。引退後はキクチボクシングジムの初代会長を務めた。

## 来歴
アマチュア時代には25戦20勝5敗の実績を上げ、プロへ転向した。
1960年9月15日、プロデビュー戦で4R判定勝利を収めた。同年12月24日に東日本フェザー級新人王、翌1961年1月28日に全日本フェザー級新人王をいずれも6R判定勝利を収めて獲得した。   
1963年8月19日、後楽園ジムにて、高山一夫の返上により空位となった日本フェザー級王座を小林弘（中村）と争った。左のリードを伸ばして右のカウンターを狙う小林に対してアグレッシブに応戦し、一進一退の攻防が続いた。3Rに小林の右アッパーをカウンターで受けてダウンを喫したが猛追し、7Rにはボディブローでダウンを奪い返して小差の判定勝利を収め、同王座を獲得した。
1964年1月6日、後楽園ジムで益子勇治（東拳）との初防衛戦に判定負けを喫し、同王座を失った。同年中盤はセブ島とマニラで遠征試合を行ったが、2敗を喫して帰国後には、強引に接近して左右フックからボディへの連打で勝利するラッシングスタイルは見られなくなっていた。
帰国して1勝を収めた後の1965年2月1日、小坂照男（帝拳）に10R判定負けとなり、その後3連勝を収めるが、8月29日には関光徳（新和）との10回戦に4R終了TKO負け、11月15日には後の日本ジュニアライト級王者奄島勇児に10R判定負けを喫した。
1966年2月21日、益子勇治との再戦は10R判定負けとなった。この後2試合に10R判定勝利を収め、同年7月31日の勝利を最後に現役を引退した。
引退後は田辺ジムでトレーナーを務め、同ジムの閉鎖後、菊地ジム（現・キクチボクシングジム）を開設。同ジムの会長を務めたが、2012年に閉鎖。
晩年は闘病生活を送っており、心不全、肺水腫、肺炎を患った。2024年9月7日午前11時12分、東京都内の病院で死去。83歳没。

## 人物
芸能界、格闘技会にも交流が広く弟子には3階級チャンピオン長谷川穂積の実父の長谷川大二郎、日本フライ級チャンピオンを5度防衛した牧公一、コメディアンのたこ八郎の甥斉藤清人、元俳優の沼田直也が居る。

## 獲得タイトル
- 第17回東日本フェザー級新人王
- 第7回全日本フェザー級新人王
- 第11代日本フェザー級王座（防衛0）

受賞歴
- プロ・アマチュア年間表彰
  - 1963年度プロ部門年間最高試合賞（日本フェザー級王座決定戦）
  - 1963年度プロ部門敢闘賞